# Thomas Couture
Thomas Couture, född 21 december 1815 i Senlis, död 30 mars 1879 i Villiers-le-Bel, Val-d'Oise, var en fransk konstnär känd för sina porträtt-, historie- och genremålningar. Han verkade också som lärare.

## Biografi
Couture föddes i Senlis, Frankrike och flyttade vid 11 års ålder med sin familj till Paris, där han började studera vid den industriella konstskolan (École des Arts et métiers) och senare vid École des Beaux-Arts. Han misslyckades sex gånger att vinna Écoles prestigefyllda pris Prix de Rome, men han kände att problemet låg mer hos École än honom själv. Couture fick slutligen priset 1837.
Från 1840 började han visa upp historie- och genremålningar på Paris Salon och fick flera medaljer för sina verk. Speciellt för hans verk från 1847, Les Romains de la décadence (Romarna i dekadensens rike). Kort efter denna framgång startade Couture en oberoende ateljé med målet att utmana École des Beaux-Arts genom att få fram de bästa nya historiemålarna.
Coutures innovativa tekniker fick mycket uppmärksamhet, och under det sena 1840-talet till 1850-talet beställde både regeringen och kyrkan muralmålningar. Han avslutade dock aldrig de två första uppdragen, medan det tredje mötte blandad kritik. Upprörd av det ofördelaktiga mottagandet av hans väggmålningar lämnade han Paris 1860, för att en tid återvända till sin hemstad i Senlis. Där fortsatte han att undervisa unga konstnärer som kom till honom. 1867 räckte han lång näsa åt akademierna genom att publicera en bok om sina egna idéer och arbetsmetoder.
Couture undervisade flera blivande förgrundsfigurer inom konstvärlden som Edouard Manet, Henri Fantin-Latour, John La Farge och Pierre Puvis de Chavannes. Även många svenska konstnärer studerade för honom, till exempel August Malmström och Bengt Nordenberg.
Då han blev tillfrågad av en publicist att skriva en självbiografi, svarade Couture "Biografi är upphöjelse av en personlighet - och personlighet är vår tids gissel".
Couture dog i Villiers-le-Bel, Val-d'Oise, och begravdes i Père Lachaise, Paris, Frankrike.

## Galleri

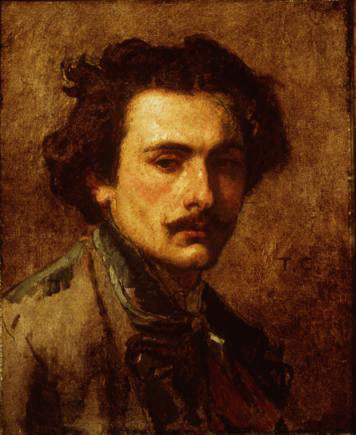
Självporträtt
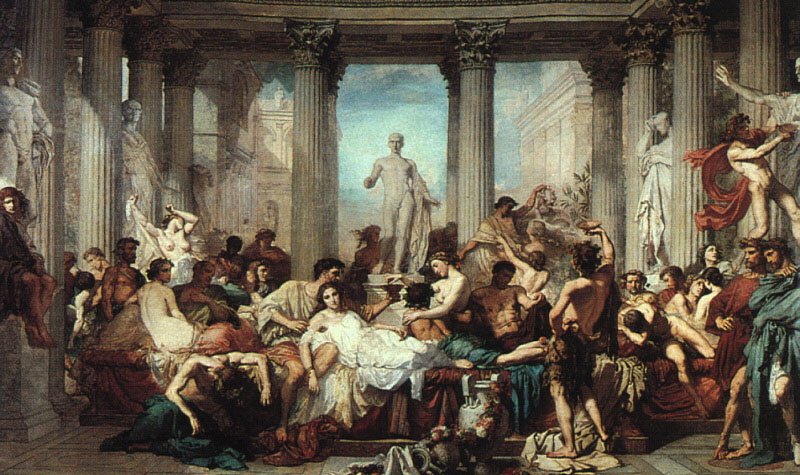
Romarna i dekadensens rike (1847)
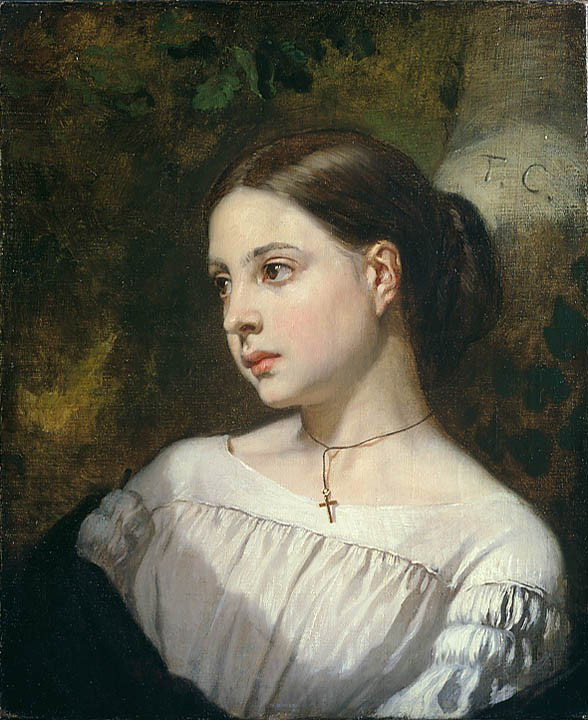
Porträtt av ung flicka